# Dauphinea brevilabra
Dauphinea es un género monotípico de plantas con flores perteneciente a la familia Lamiaceae. Su única especie: Dauphinea brevilabra Hedge, Notes Roy. Bot. Gard. Edinburgh 41: 119 (1983), es originaria de Madagascar.

## Descripción
Es una planta herbácea arbustiva que se encuentra en los bosques húmedos a una altitud de hasta 500 metros en Madagascar donde se encuentra solamente a 46 km al norte de Fort Dauphin, Ranomafana.

## Taxonomía
Dauphinea brevilabra fue descrita por Ian Charleson Hedge y publicado en Notes from the Royal Botanic Garden, Edinburgh 41(1): 119, f. 2. 1983.